# 卡尔博纳拉角

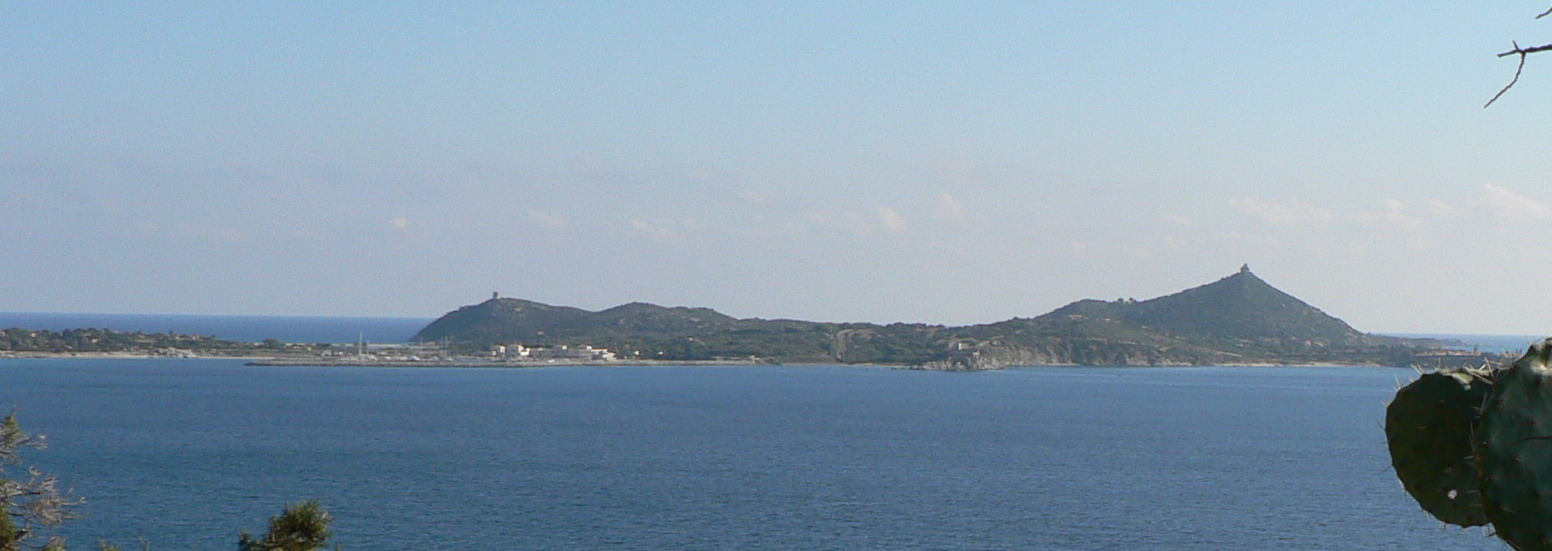
卡尔博纳拉角

卡尔博纳拉角（義大利語：Capo Carbonara）是意大利撒丁岛南部的岬角，位于卡利亚里湾的最东端，长约3.5km，最大宽度约1.8km，和附近的卡沃利岛、塞尔蓬塔拉岛一同组成卡尔博纳拉角海洋自然保护区。
卡尔博纳拉角在市镇维拉西缪斯中心以南约6km处。区内景点包括西部的堡垒残迹，Punta Molentis、Is Traias 和 Porto Giunco 海滩，还有东侧有火烈鸟栖息的Notteri池。
卡尔博纳拉角上有灯塔和气象站，由意大利空军管理。